# 27248 Schristensen
27248 Schristensen este o planetă minoră (asteroid) din centura de asteroizi. A fost descoperită pe 12 noiembrie 1999 la Stația Anderson Mesa de Lowell Observatory Near-Earth-Object Search. 
Obiectul prezintă o orbită caracterizată de o semiaxă mare de 2,2831993 UAi, o excentricitate de 0,1207496, o înclinație de 10,8511 ° în raport cu ecliptica.